# Општина Круча (Сучава)
Круча (рум. Crucea) општина је у Румунији у округу Сучава.
Oпштина се налази на надморској висини од 968 m.